# Waltraut Hennig
Waltraut Hennig (* 1. Juli 1921 in Greifenhagen; † 5. März 2015) war eine deutsche Funktionärin des FDGB und der DDR-Blockpartei LDPD. Sie war von 1967 bis 1986 Abgeordnete der Volkskammer der DDR.

## Leben
Hennig, Tochter eines Zahnarztes, besuchte das Gymnasium und legte an der Frauenoberschule das Abitur ab. Von 1941 bis 1942 absolvierte sie eine Lehre als Bankkauffrau.
Nach dem Zweiten Weltkrieg arbeitete sie als Zahnarztgehilfin in der Praxis ihres Vaters. Als sie 1946 Erich Damerow wiedertraf, der als Oberbürgermeister von Köthen der Freund ihrer Familie war, wurde sie Mitglied der Liberal-Demokratischen Partei Deutschlands (LDPD). Von 1947 bis 1948 nahm sie an einem Neulehrerkursus in Köthen teil. Von 1948 bis 1965 arbeitete sie als Lehrerin, legte 1951 und 1953 die 1. und die 2. Lehrerprüfung ab. Hennig, ab 1962 Studienrätin, wurde 1965 Oberstudienrätin und Referentin für Lehrerbildung beim Rat des Kreises Köthen. 
Hennig war ab 1947 Mitglied des Freien Deutschen Gewerkschaftsbundes (FDGB). Von 1962 bis 1967 war sie Mitglied des FDGB-Bezirksvorstandes Halle und gehörte von 1963 bis 1967 der Frauenkommission des Bezirksvorstandes an. 
Von 1967 bis 1986 war sie als Mitglied der LDPD-Fraktion Abgeordnete der Volkskammer. Sie war Mitglied des Jugendausschusses. 1969 wurde sie Mitglied der Frauenkommission des LDPD-Zentralvorstandes und 1972 zum Mitglied des Präsidialrates des Kulturbundes der DDR.
Waltraut Hennig war verheiratet und Mutter einer Tochter. Sie lebte in Köthen und starb im Alter von 93 Jahren.

## Auszeichnungen in der DDR
- Medaille für ausgezeichnete Leistungen
- Pestalozzi-Medaille für treue Dienste in Bronze, Silber und Gold
- Verdienstmedaille der DDR
- 1981 Clara-Zetkin-Medaille
- 1987 Ernennung zum Ehrenmitglied des Präsidialrates des Kulturbundes[3]